# Ernst Walter Huth
Ernst Walter Huth (* 28. August 1919; † 2. Juli 1991) war ein deutscher Archäologe und Museumsleiter.

## Leben
Ernst Walter Huth war 1933 bis 1937 als Eisenformer tätig, 1938 bis 1939 bei der Reichsbahn. 1947 bis 1950 war er Angestellter, von 1951 bis 1953 besuchte er die Arbeiter-und-Bauern-Fakultät der Universität Halle. Von 1954 bis 1957 studierte er Ur- und Frühgeschichte und Kunstgeschichte an der Universität Halle. Ab 1957 baute er als Direktor das Stadt- und Regionalmuseum Frankfurt (Oder) auf und führte zahlreiche Ausgrabungen in Frankfurt durch. 1971 wurde er an der Universität Halle zum Dr. phil promoviert.

## Schriften (Auswahl)
- Führer durch das Bezirksmuseum und die Geschichte von Frankfurt (Oder). Bezirksmuseum, Frankfurt (Oder) 1964.
- Neue Erkenntnisse zur Entstehung und Entwicklung der Stadt Frankfurt (Oder) auf Grund archäologischer Befunde. In: Probleme des frühen Mittelalters in archäologischer und historischer Sicht. 3. Tagung der Fachgruppe Ur- und Frühgeschichte der Deutschen Historiker-Gesellschaft vom 13.–16. April 1964 in Leipzig. Berlin 1966, S. 84–93.
- Die Entstehung und Entwicklung der Stadt Frankfurt (Oder) und ihr Kulturbild vom 13. bis zum frühen 17. Jahrhundert auf Grund archäologischer Befunde. Akademie Verlag, Berlin 1975 (Dissertation).
- Widersprüche in der Darstellung der Entstehungsgeschichte Altenburgs vom 9. bis 13. Jahrhundert und deren Lösung. In: Sächsische Heimatblätter. Band 25, 1979, S. 1–25.
- Altenburg (= Kunstgeschichtliche Städtebücher). E. A. Seemann, Leipzig 1981.